# Oreopanax angularis
Oreopanax angularis là một loài thực vật có hoa trong Họ Cuồng cuồng. Loài này được (Willd. ex Schult.) Seem. mô tả khoa học đầu tiên năm 1865.